# Campeonato Central de Rugby 2010
El Campeonato Central de Rugby de 2010 fue la 63° edición del torneo de rugby de primera división de Chile.

## Primera fase
| Pos. | Equipo               | Encuentros | Encuentros | Encuentros | Encuentros | Tantos | Tantos | Tantos | PB | PB | Puntos |
| Pos. | Equipo               | PJ         | PG         | PE         | PP         | F      | C      | Dif    | BO | BD | Puntos |
| ---- | -------------------- | ---------- | ---------- | ---------- | ---------- | ------ | ------ | ------ | -- | -- | ------ |
| 1.º  | Stade Français       | 14         | 13         | 0          | 1          | 530    | 271    | +259   | 7  | 1  | 60     |
| 2.º  | PWCC                 | 13         | 11         | 0          | 2          | 438    | 236    | +202   | 7  | 2  | 53     |
| 3.º  | Old Boys             | 14         | 11         | 0          | 3          | 432    | 227    | +205   | 6  | 1  | 51     |
| 4.º  | COBS                 | 14         | 8          | 0          | 6          | 449    | 232    | +217   | 5  | 5  | 42     |
| 5.º  | Old Georgians        | 13         | 5          | 0          | 8          | 298    | 361    | -63    | 7  | 1  | 28     |
| 6.º  | Universidad Católica | 14         | 4          | 0          | 10         | 362    | 334    | +28    | 6  | 5  | 27     |
| 7.º  | Alumni SC            | 14         | 3          | 0          | 11         | 261    | 546    | -285   | 2  | 0  | 14     |
| 8.º  | Santo Tomás          | 14         | 0          | 0          | 14         | 238    | 801    | -563   | 2  | 0  | 2      |

## Segunda fase
|  | Clasifica a las semifinales por el campeonato. |

### Grupo A
| Pos. | Equipo               | Encuentros | Encuentros | Encuentros | Encuentros | Tantos | Tantos | Tantos | PB | PB | Puntos |
| Pos. | Equipo               | PJ         | PG         | PE         | PP         | F      | C      | Dif    | BO | BD | Puntos |
| ---- | -------------------- | ---------- | ---------- | ---------- | ---------- | ------ | ------ | ------ | -- | -- | ------ |
| 1.º  | Old Boys             | 6          | 4          | 0          | 2          | 205    | 85     | +20    | 7  | 1  | 46     |
| 2.º  | PWCC                 | 6          | 3          | 0          | 3          | 219    | 130    | +89    | 3  | 2  | 45     |
| 3.º  | Universidad Católica | 6          | 5          | 0          | 1          | 196    | 92     | +104   | 3  | 0  | 38     |
| 4.º  | Alumni SC            | 6          | 0          | 0          | 6          | 58     | 371    | +313   | 0  | 0  | 7      |

### Grupo B
| Pos. | Equipo         | Encuentros | Encuentros | Encuentros | Encuentros | Tantos | Tantos | Tantos | PB | PB | Puntos |
| Pos. | Equipo         | PJ         | PG         | PE         | PP         | F      | C      | Dif    | BO | BD | Puntos |
| ---- | -------------- | ---------- | ---------- | ---------- | ---------- | ------ | ------ | ------ | -- | -- | ------ |
| 1.º  | Stade Français | 6          | 6          | 0          | 0          | 396    | 64     | +332   | 6  | 0  | 59     |
| 2.º  | COBS           | 6          | 3          | 0          | 3          | 274    | 141    | +133   | 3  | 0  | 35     |
| 3.º  | Old Georgians  | 6          | 3          | 0          | 3          | 193    | 174    | +14    | 3  | 1  | 30     |
| 4.º  | Santo Tomás    | 6          | 0          | 0          | 6          | 56     | 535    | +479   | 1  | 0  | 2      |

## Fase final

### Semifinales
| 18 de septiembre de 2010 | Stade Français | Ganó SF | PWCC |  |  |

| 18 de septiembre de 2010 | Old Boys | Ganó COBS | COBS |  |  |

#### Final
| 25 de septiembre de 2010 | Stade Français | 35 - 24 | COBS |  |  |

| Bandera de Chile       |
| Campeón Stade Français |
| Octavo título          |